# اس‌اس بلانش (۱۸۶۳)
اس‌اس بلانش (۱۸۶۳) (به انگلیسی: SS Blanche (1863)) یک کشتی بود که طول آن ۱۲۱ فوت (۳۷ متر) بود. این کشتی در سال ۱۸۶۳ ساخته شد.